# 新集镇 (汉中市)
新集镇，是中华人民共和国陕西省汉中市南郑区下辖的一个乡镇级行政单位。
2015年，陕西省民政厅批复同意撤销忍水镇，并入新集镇。

## 行政区划
新集镇下辖以下地区：
新集社区、西关村、前街村、岳岭村、龙王村、太白村、鲁营村、罗堰村、三洞桥村、宋家营村、许营村、焦山村、马岭村、野炉村、五郎村、华安村、水城村、吴坎村、木枰村、大堰塘村、新合村、金华村、华燕村、华山村、碗厂村、汪家山村、分水村、二门村、三门村、杨沟村、竹场庵村、张营村、白马村、汪家坝村、陈湾村、马营村、程扁村、黄河村、铁炉村和双星村。